# Pavol Bajza (1961)
Pavol Bajza (* 24. prosince 1961) je bývalý slovenský fotbalista, obránce.

## Fotbalová kariéra
V československé lize hrál za ZVL Žilina. V československé lize nastoupil ve 2 utkáních.

## Ligová bilance
| Ročník                                   | Zápasy | Góly | Minuty | Klub       |
| ---------------------------------------- | ------ | ---- | ------ | ---------- |
| 1. československá fotbalová liga 1985/86 | 2      | 0    | 180    | ZVL Žilina |
| CELKEM                                   | 2      | 0    | 180    |            |